# نوینکیرشن (فرانکن سفلی)
نوینکیرشن (به آلمانی: Neunkirchen) یک شهر در آلمان است که در میلتنبرگ واقع شده‌است.